# The Tears of Hercules
The Tears of Hercules è il trentaduesimo album in studio del cantautore britannico Rod Stewart. Prodotto da Stewart e Kevin Savigar, è stato pubblicato il 12 novembre 2021 da Warner e Rhino.

## Musica e testi
Stewart ha co-scritto nove dei brani dell'album assieme a Kevin Savigar e ad Emerson Swinford.
I Can't Imagine è dedicata alla moglie Penny Lancaster, mentre Hold On affronta temi di attualità come l'intolleranza e il razzismo, con un riferimento al defunto attivista statunitense John Lewis. Born to Boogie è dedicata al chitarrista inglese Marc Bolan, pioniere del glam rock. La canzone che chiude l'album, Touchline, è infine un tributo dell'artista nei confronti del padre Robert.

## Accoglienza
The Tears of Hercules è stato accolto con recensioni miste da parte della critica musicale. Su Metacritic, che assegna un punteggio normalizzato su 100 alle valutazioni professionali, l'album ha ricevuto una media ponderata di 57.
Per Paul Moody, della rivista Classic Rock, l'album conferma "la rinascita di fine carriera" da parte di Stewart. Di opinione nettamente contraria la critica dell'Independent, Roisin O'Connor, che ha descritto l'album come una "fiera dell'imbarazzante".

## Tracce
1. One More Time – 3:58 (testo: Rod Stewart, Kevin Savigar)
2. Gabriella – 3:33 (testo: Stewart, Savigar)
3. All My Days – 3:37 (testo: Stewart, Savigar)
4. Some Kind of Wonderful (cover dell'omonimo brano del 1967 dei Soul Brothers Six) – 3:02 (testo: John Ellison)
5. Born to Boogie (A Tribute to Marc Bolan) – 1:52 (testo: Stewart, Emerson Swinford)
6. Kookooaramabama – 3:43 (testo: Stewart, Savigar)
7. I Can't Imagine – 3:35 (testo: Stewart, Savigar, Swinford)
8. The Tears of Hercules – 4:10 (testo: Marc Jordan, Stephan Moccio)
9. Hold On – 4:19 (testo: Stewart, Savigar)
10. Precious Memories – 3:59 (testo: Stewart, Savigar)
11. These Are My People (cover dell'omonimo brano del 1972 di Johnny Cash) – 2:57 (testo: Johnny Cash)
12. Touchline – 3:55 (testo: Stewart, Savigar)

## Classifiche
| Classifica (2021) | Posizione massima |
| ----------------- | ----------------- |
| Australia         | 39                |
| Regno Unito       | 5                 |
| Svizzera          | 27                |